# 儘管愛是放縱任性的 我唯獨不願傷害你
〈儘管愛是放縱任性的 我唯獨不願傷害你〉（日语：／ Ai no Mama ni Wagamama ni Boku wa Kimi Dake wo Kizutsukenai）是日本音樂組合B'z的歌曲。於1993年3月17日作為第12張單曲由BMG ROOMS發行。

## 概要
本作是在專輯巡演『B'z LIVE-GYM '93 RUN』舉行中所發售的單曲，在B'z單曲裡是首張採橫向設計的唱片封面。
本作是B'z的最暢銷單曲，在Oricon週間單曲榜上獲得連續4週冠軍，在1993年度Oricon年榜上亦創下自身最高亞軍紀錄。此外，與發售起10年後的2003年再發盤合計，累計總銷量到達202.1萬張，是在B'z單曲中唯一突破200萬張總銷量紀錄之單曲。
當時亦處於Being系銷量日益增長的Being熱潮時期，在2週間終止了獲得1993年度Oricon年榜冠軍的『YAH YAH YAH/夢の番人』（CHAGE and ASKA）勢頭，在1993年3月29日的Oricon公信榜上以初動72.5萬張紀錄獲得冠軍。以本作起頭，Being系單曲直至同年7月26日為止，連續18週在Oricon公信榜獨佔冠軍。
於2003年3月26日將34th單曲『IT'S SHOWTIME!!』與其他B'z過去的10張單曲（4th單曲『BE THERE』- 13th單曲『裸足の女神』）一同再發售（重新制定標準，12cm化），在2003年4月7日的Oricon週間單曲榜上，10張再發售單曲佔據排行榜上位（本作排行第5位），於TOP10中獨佔了9個名次。

## 收錄曲
1. （儘管愛是放縱任性的 我唯獨不願傷害你）（3:58）
與前作「ZERO」不同，再次重回POP路線，因特別考慮到成為了商業搭配的1993年版『西遊記』，而將前奏部分以東方氛圍呈現。
根據稻葉表示，本曲「也許可以稱之為是一首究極的任性歌曲[原文 1]」[9]，當初的表記是「儘管愛是放縱任性的」（愛のままにわがままに）。但是，在周遭「希望能更具衝擊性[原文 2]」的要求下成為了此般曲名。稻葉在官方粉絲俱樂部會報誌上談及了「希望哪天能再創作曲名如此長的樂曲[原文 3]」，但截至目前為止尚未實現。
連續劇商業搭配是在發售前年決定的，自1993年1月起開始錄音[10]。
未收錄於原創專輯，僅收錄於精選輯『B'z The Best "Pleasure"』『B'z The Best "ULTRA Pleasure"』『B'z The Best XXV 1988-1998』。此外，在松本的SOLO專輯『House Of Strings』中收錄了器樂版本。
在電視節目上演奏，是於1993年3月19日在『MUSIC STATION』上演奏過一次[11]。接著10年後於2003年在『MUSIC STATION SPECIAL』（2003年3月28日）[12]、『CDTV 10周年史上最高プレミアライブ！』（2003年4月2日）上，與「IT'S SHOWTIME!!」一同演奏[注 3]。當時，所披露的是與CD音源不同，具有搖滾色彩的編曲[注 4] 。
不常在演唱會、巡演上演奏，截自1994年起至2003年為止的9年間是不曾演奏過[注 5]。作為理由，成員在過去的訪談上以留言表示「在演唱會上不亮眼[原文 4]」「（在當時的演唱會上）觀眾比想像中來得更無反應[原文 5]」等等[注 6]，就連在2008年舉行的巡迴演唱會『B'z LIVE-GYM Pleasure 2008 -GLORY DAYS-』場刊内的訪談中，稻葉亦將其評為「似乎⋯很難炒熱氣氛呢[原文 6]」[14]。
2. JOY (3:38)
與曲目1同樣在曲中加入了東方要素，松本表示「是一首在聲音方面具有實驗性的作品[原文 7]」[9]。
雖然未收錄於原創專輯中，但在必備專輯（Must Album）『B'z The "Mixture"』中收錄了「JOY -Mixture mix-」。
作為2nd beat，是首次的演唱會未演奏曲。

## 商業搭配
- 日本電視台開局40週年記念連續劇『西遊記』主題歌（#1）

## 製作人員
- 松本孝弘：吉他、全曲作曲・編曲
- 稻葉浩志：主唱、全曲作詞
- 明石昌夫：貝斯、全曲編曲
- 田中一光（日语：田中一光 (ドラマー)）：爵士鼓
- 生澤佑一（日语：生沢佑一）：和聲（#1）
- 大黑摩季：和聲
- {{Lang|ja|やまもとこうじ｝｝（表記不明）：薩克斯風（#1）
- 澤野博敬：小號（#1）
- 五反田靖：小號（#1）
- 野村裕幸（日语：野村裕幸）：長號（#1）
- HIIRO Strings：弦樂器
- B+U+M

## 收錄專輯
- B'z The Best "Pleasure"
- B'z The Best "ULTRA Pleasure"
- B'z The Best XXV 1988-1998
- House Of Strings（器樂版本）
- B'z TV STYLE II Songless Version（日语：B'z TV STYLE II Songless Version）（TV STYLE）

JOY
- B'z The "Mixture"（Mixture mix）

## 演唱會影像作品
- Typhoon No.15 〜B'z LIVE-GYM The Final Pleasure "IT'S SHOWTIME!!" in 渚園〜
- B'z LIVE-GYM Hidden Pleasure 〜Typhoon No.20〜
- B'z LIVE-GYM 2010 "Ain't No Magic" at TOKYO DOME（日语：B'z LIVE-GYM 2010 "Ain't No Magic" at TOKYO DOME）
- B'z LIVE-GYM 2008 -ACTION-（原音樂版本）
- B'z COMPLETE SINGLE BOX（特典DVD）

## 腳註

### 出典
1. 1 2 3  . Oricon. 2003-04-07  [2019-11-26]. （原始内容存档于2003-04-08）.
2. ↑  . ORICON NEWS (Oricon). 2018-12-03  [2018-12-25]. （原始内容存档于2020-11-05）.
3. ↑  . 日本唱片協會.   [2020-01-14]. （原始内容存档于2015-09-24）.
4. ↑  . Musicman (F.B.Communications株式會社). 2011-08-19  [2019-10-06]. （原始内容存档于2019-10-06）.
5. ↑  . 日本唱片協會. 1994  [2019-11-26]. （原始内容存档于2020-05-21）.
6. ↑  . MRM. 2013: 135.
7. ↑  . ORICON NEWS (Oricon).   [2019-09-21]. （原始内容存档于2020-10-11）.
8. ↑  . ORICON NEWS (Oricon). 2006-05-25  [2019-11-26]. （原始内容存档于2018-07-01）.
9. 1 2   79. B'z Party. 2008-10.
10. ↑  出自『Treasure : B'z Chronicle 1988～1998 10th anniversary special issue』P69
11. ↑  . 朝日電視台. 1993-03-19  [2019-11-26]. （原始内容存档于2018-06-28）.
12. ↑  . 朝日電視台. 2003-03-28  [2019-11-26]. （原始内容存档于2009-10-21）.
13. ↑   121 (1998年5月號). Sony Magazines.
14. ↑  . VERMILLION. 2008: 23.